# Straight to Hell (chanson)
 (mai 2019).
Si vous disposez d'ouvrages ou d'articles de référence ou si vous connaissez des sites web de qualité traitant du thème abordé ici, merci de compléter l'article en donnant les références utiles à sa vérifiabilité et en les liant à la section « Notes et références ».
Pour les articles homonymes, voir Straight to Hell (film).
Singles de The Clash
Rock the Casbah
(1982) This Is England
(1985)
Pistes de Combat Rock
Red Angel Dragnet Overpowered by Funk
Straight to Hell est une chanson du groupe The Clash, sortie en 1982 sur l'album Combat Rock, et en « double face A » du single Should I Stay or Should I Go.
La chanson raconte, sur un ton dur et désabusé, un épisode de la guerre du Viêt Nam à propos des enfants vietnamiens nés de l'union entre soldats américains et Vietnamiennes, et leur désir absurde de se rendre aux États-Unis, où ils ne trouveront pas l'asile ou la liberté, mais la déchéance, la dépendance aux drogues, et l'injustice.
Straight to Hell est écrite et enregistrée vers la toute fin des sessions d'enregistrement des Clash à New York pour l'album Combat Rock. Le technicien de guitare de Mick Jones, Digby Cleaver, décrit les sessions comme « une ruée folle et créative » qui s'est produite le 30 décembre 1981, la veille de  leur départ de New York, le soir du Nouvel An 1981.
La version parue sur l'album a une durée de 5 minutes 30. Elle est mixée à partir de la piste originale, qui dure près de 7 minutes. Ce morceau original comporte des paroles supplémentaires et une partie de violon plus importante. La décision de diminuer la durée de la chanson est prise lors des sessions de mixage du début de 1982 au cours desquelles The Clash et Glyn Johns réduisent Combat Rock d'un double album de 77 minutes à un seul album de 46 minutes. La version intégrale et inédite de Straight to Hell se trouve sur les coffrets Clash on Broadway et Sound System.

## Autres chansons et reprises
Straight to Hell est reprise ou samplée par de nombreux artistes. Heather Nova et Moby la reprennent en 1999 pour l'album hommage aux Clash Burning London. Elle sert de base au morceau Paper Planes de chanteuse britannique M.I.A. en 2007, qui contient également un sample de la chanson. Plusieurs artistes folk l'enregistrent, dont Josh Rouse.
La chanson est refaçonnée par Mick Jones et Lily Allen pour l'album War Child: Heroes, sorti en 2009. Jakob Dylan et Elvis Costello en font une adaptation lors de l'émission Spectacle: Elvis Costello with…, intitulée She & Him, Jenny Lewis and Jakob Dylan, diffusée en 2008-2009.